# Klimiszki (futor)
Klimiszki – dawny futor. Tereny, na których była położona, leżą obecnie na Litwie, w okręgu uciańskim, w rejonie ignalińskim, w gminie Ignalino.

## Historia
W czasach zaborówfolwark w gminie Daugieliszki, w powiecie święciańskim, w guberni wileńskiej Imperium Rosyjskiego. W 1866 roku wraz z zaściankiem liczył 30 mieszkańców w 5 domach. 
W dwudziestoleciu międzywojennym futor leżał w Polsce, w województwie wileńskim, w powiecie święciańskim, w gminie Daugieliszki.
W 1931 w 2 domach zamieszkiwało 13 osób.
Miejscowość należała do parafii rzymskokatolickiej w Połusze. Podlegała pod Sąd Grodzki w Święcianach i Okręgowy w Wilnie; właściwy urząd pocztowy mieścił się w Ignalinie.